# Enceinte sacrée d'Irminenwingert
L'enceinte sacrée d'Irminenwingert (également appelé Temple de Lenus Mars) est un complexe sacré gallo-romain sur la rive ouest de la Moselle près de Trèves (Augusta Treverorum). Les inscriptions suggèrent qu'il s'agissait d'un des sanctuaires majeurs de la tribu celte des Trevires et du principal temple du dieu Lenus assimilé à Mars.

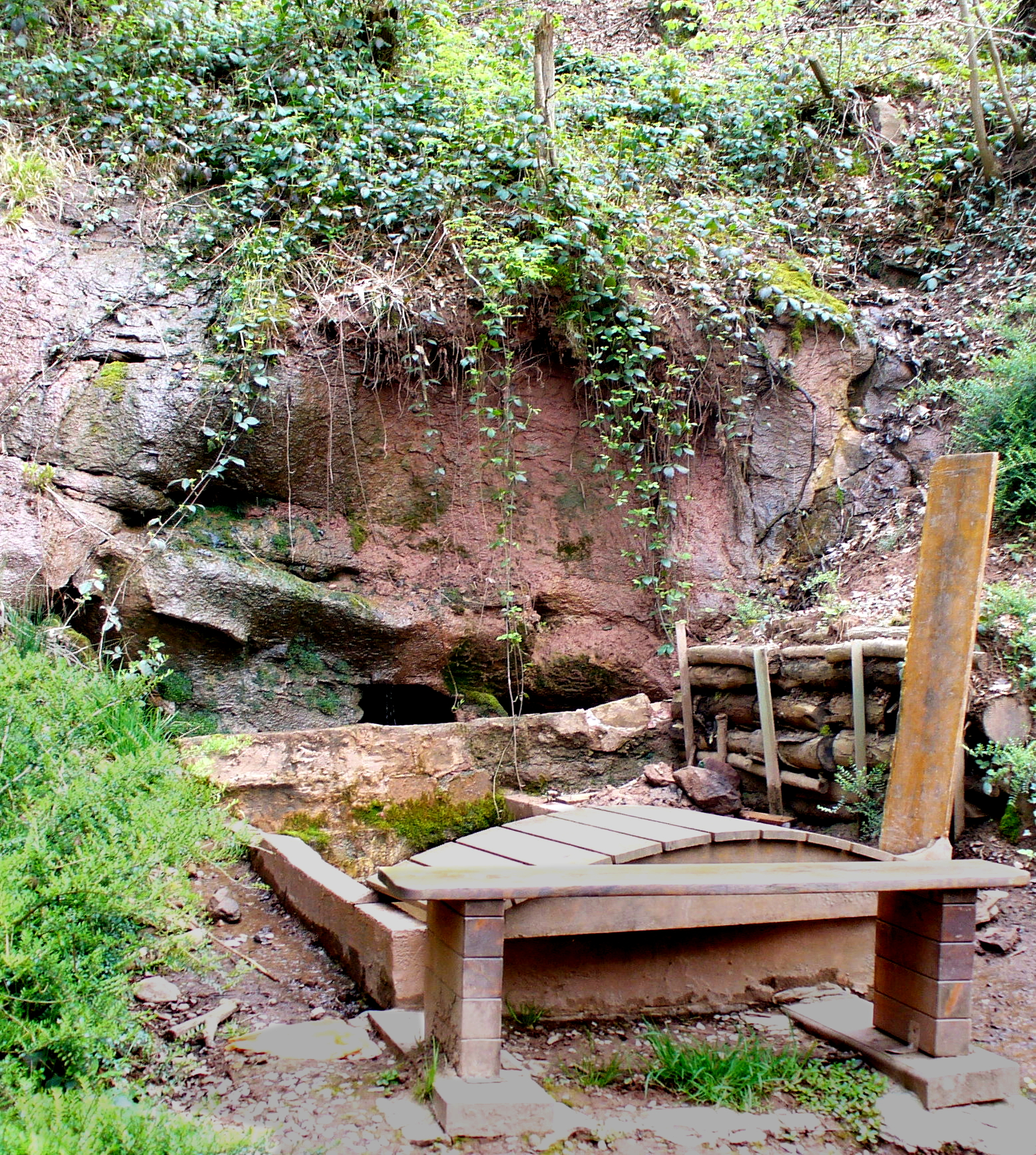
La source d'aujourd'hui à l'Irminenwingert

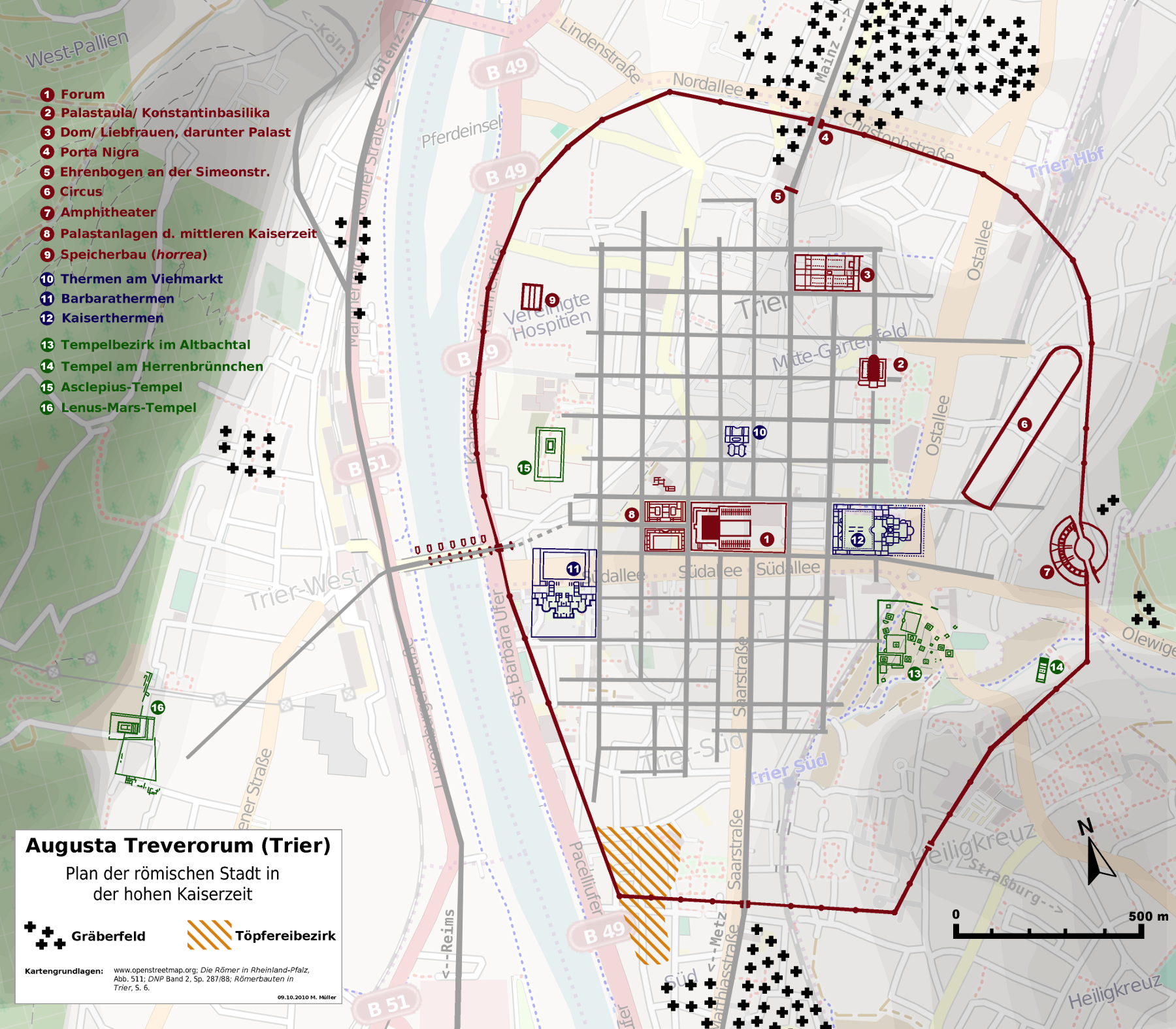
Plan de la ville d'Augusta Treverorum, quartier du temple de Lenus / ars Numéro 16 (en vert), à l'ouest de la Moselle.

## Découverte et fouilles
Des murs romains ont été trouvés à Irminenwingert en 1825 et l'archéologue Christian Wilhelm Schmidt a effectué la première fouille en 1843. Il est suivi par Felix Hettner en 1880. D'autres campagnes sont organisées au XXe siècle, notamment par Erich Gose qui rédige une monographie en 1955 sur l'ensemble des découvertes réalisées jusqu'alors.

## Le site
La ville de Trêves dispose à l'époque romaine de plusieurs sanctuaires dont un temple dédié à Esculape. Un de ces sanctuaires est situé, sur la rive ouest de la Moselle, au pied du Markusberg, à proximité d'une source miraculeuse qui prendra plus tard le nom de Heideborn et à qui on attribue des pouvoirs de guérison. 
On a découvert, sur ce site une première enceinte fortifiée : un quadrilatère irrégulier de plus de 100 m de côté. Sur le devant, des bâtiments résidentiels servent d'auberges pour les pèlerins. Au sud de la zone, on a découvert un  petit temple et une chapelle avec des ex-voto et des dédicaces dédiés à Mars Iovantucarus, aux divinités des sources et à Lénus Mars.
Au nord de ce premier complexe se trouve une autre enceinte entourée de murs aux fondations exceptionnellement solides. A flanc de montagne se dressait un temple d'où partaient les fondations de la cella (20 × 13 m). On y accédait par un escalier et il était ceinturé sur trois côtés par un portique, comme un fanum gallo-romain. Des inscriptions découvertes sur des autels  témoignent que le site était dédié à Lenus Mars, à sa compagne Ancamna et au dieu trévire Intarabus. Au nord-est du complexe, on a découvert les ruines d'un théâtre.
Selon les monnaies découvertes sur le site, on sait que le complexe a été utilisé de l'époque pré-romaine à l'époque de Gratien († 383 après J.C.